# جاستن لويس (أستاذ جامعي)
جاستن لويس (بالإنجليزية: Justin Lewis)‏ هو كاتب بريطاني، ولد في 1933.